# Paul Buck
Pour les articles homonymes, voir Buck.
Œuvres principales
- Les Tueurs de la lune de miel

Paul Buck, né le 10 août 1946 en Angleterre, est un romancier, poète, traducteur et performer britannique, surtout connu pour son roman policier Les Tueurs de la lune de miel (The Honeymoon Killers).

## Biographie
Il publie de la poésie à partir de 1968 avec son recueil Pimot. Il se produit également comme poète performer dans les milieux de l'art d'avant-garde.
Époux de Catherine Petit, il traduit souvent en collaboration avec elle des écrivains, artistes et poètes français à partir des années 1970, permettant ainsi de les faire connaître au Royaume-Uni en les publiant le plus souvent dans la revue littéraire Curtains dont il est l'éditeur en chef. Ami de longue date de Claude Royet-Journoud, un de ses premiers partisans en France, il échange avec lui une correspondance régulière à propos de l'activité culturelle à Paris. Ce lien permet à Buck d'explorer la culture française contemporaine devenue, à partir de cette époque, une de ses préoccupations presque quotidiennes.
Dans un tout autre registre, publié en 1970, The Honeymoon Killers, traduit en français sous le titre Mariages rouges, est un roman policier quasi documentaire qui évoque un fait divers réel : un couple de tueurs américains, formé par un gigolo et une infirmière, qui commit des crimes atroces dans l'immédiat après-guerre. Une version revue, corrigée et augmentée de ce roman par l'auteur a été également traduit en français sous le titre Les Tueurs de la lune de miel.

## Œuvre

### Novelisation
- Novelisation du film de Leonard Kastle (en) Les Tueurs de la lune de miel (1970) .
- Le livre est sorti sous le titre original The Honeymoon Killers (1970) Publié en français sous le titre Mariages rouges, traduit par Robert Bré, Paris, Gallimard, coll. « Série noire » no 1450, 1971 (BNF 35146425) ; nouvelle traduction de la version originale revue, corrigée et augmentée sous le titre Les Tueurs de la lune de miel, traduit par Gérard de Chergé, Paris, Rivages, coll. « Rivages/Noir » no 175, 1994  (ISBN 2-86930-734-9)

### Poésie
- Pimot (1968)
- re/qui/re(qui)re (1975)
- Time is (1975)
- Erotic Reversal (1978)
- Violations (1979)
- No title (1991)
- Walking into Myself (1995)
- A Public Intimacy (2011)

### Anthologie
- Matières d'Angleterre : anthologie bilingue de la nouvelle poésie anglaise, anthologie préparée en collaboration avec Pierre Joris, traductions  de Glenda George et Christian Tarting, Amiens, Trois cailloux, 1984  (ISBN 2-903082-16-2)

### Nouvelles
- I Might Please Other Tenants Every Night Count Elizabeth (1972)
- The Kiss (1974)

### Traductions
- Narrativity : how visual arts, cinema and literature are telling the world today : René Audet, Claude Romano, Laurence Deyfus..., traduit du français en collaboration avec Catherine Petit, Paris, Dis voir, coll. « Visuals arts-essay », 2007  (ISBN 2-914563-30-2)
- Black Is a Color : a History of African American Art (Black is a color : une histoire de l'art africain-américain contemporain) de Elvan Zabunyan, traduit en collaboration avec Catherine Petit, Paris, Dis voir, 2005  (ISBN 2-914-563-20-5)
- In Pursuit of Treasure Island (À la poursuite de l'île au trésor) de Raul Ruiz, traduit en collaboration avec Catherine Petit, Paris, Dis voir, 2008  (ISBN 978-2-914563-41-3)
- The Wit of the Staircase (L'Esprit de l'escalierr) de Raul Ruiz, traduit en collaboration avec Catherine Petit, Paris, Dis voir, 2012  (ISBN 978-2-914563-72-7)

### Autres publications
- Lisbon: A Cultural and Literary Companion (2001)
- Spread Wide (2004), en collaboration avec Kathy Acker, Rebecca Stephens et John Cussans
- Prison Break: True Stories of the World's Greatest Escapes (2012)
- Performance: A Biography of a 60s Masterpiece (2012)
- Paul Buck: A Public Intimacy (a Life Through Scrapbooks) (2012)
- Disappearing Curtains (a journal) (2016)
- Library: A Suitable Case For Treatment (2018)
- Along the River Run (2020)
- Indiscretions (& Nakedness) (2021)